# Karelska

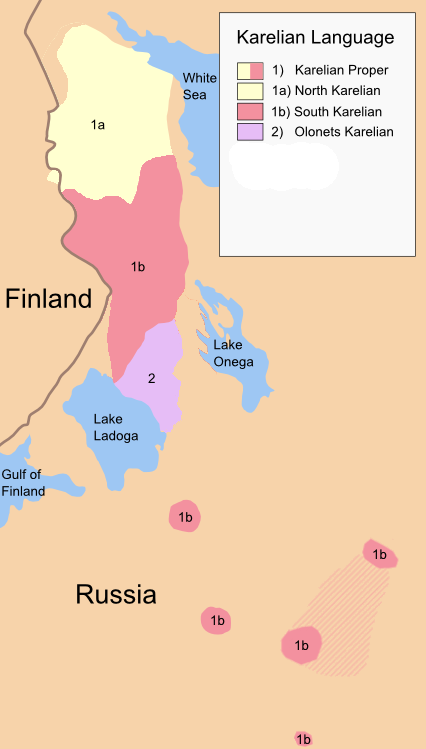
Engelskspråkig karta över karelskans dialekter före andra världskriget.

Karelska (karjalan kieli) är ett östersjöfinskt språk inom den uraliska språkfamiljen. Runt 35 000 talare har karelska som modersmål.

## Språkets ställning
Karelskan räknas idag som ett eget språk. Historiskt har dock karelskan i vissa perioder räknats som dialekt av finskan, till exempel av politiska rörelser som velat förena traditionellt karelskspråkiga områden med Finland. I de finländska delarna av det historiska Karelen talas idag dialekter som även de kallas karelska, men som är mer påverkade av riksfinska. Karelskan är det tredje största språket i den östersjöfinska språkgruppen, efter finska och estniska. Majoriteten av språkets talare utgörs av etniska kareler som bor i Karelska republiken och i Tver-området (Tverkarelen)  i Ryssland, samt omkring 10 000  i Finland.
År 1998 röstades ett förslag ned i Karelska republikens parlament om att göra karelska till ett av republikens officiella språk. Språkets framtidsutsikter är inte omöjliga, men osäkra, eftersom de flesta ungdomar lika gärna talar ryska. Andra väljer att lära sig finska i stället för karelska. Det kan också tilläggas att karelskan vid vissa perioder har ansetts "ful" eller "lantlig", vilket kan vara en av anledningarna till att språket inte överförts från den äldre generationen till den yngre, och att det periodvis under Josef Stalins förföljelser var förbjudet att tala karelska.
Karelskan är sedan 2009 officiellt icke-territoriellt minoritetsspråk i Finland.
Det utkommer två tidningar på karelska: "Vienan Viesti" på egentlig karelska samt Oma Mua ("eget land", jämför finskans oma maa) på livvi-dialekten. På båda dialekterna utkommer det skolböcker och undervisningsmaterial. Man kan läsa karelska i grundskolan, vid universitetet i Petrozavodsk eller vid universitetet i Joensuu.

## Alfabet
Många försök att skapa ett enhetligt standardspråk har gjorts, men inte lyckats speciellt bra då de olika dialekterna är så pass olika. Karelskans alfabet var en tid baserat på det kyrilliska alfabetet, men skrivs idag med latinska bokstäver. Enligt en lag som stiftades av Vladimir Putin, måste alla officiella språk skrivas med det kyrilliska alfabetet, men eftersom karelskan inte är ett officiellt språk, berörs inte karelskan av denna lag. Språket lärs idag därför fortfarande ut i skolorna med det latinska alfabetet.
Karelska alfabetet från 2007:
| A a | B b | Č č | D d | E e | F f | G g |
| H h | I i | J j | K k | L l | M m | N n |
| O o | P p | R r | S s | Š š | Z z | Ž ž |
| T t | U u | V v | Y y | Ä ä | Ö ö | '   |

Finska språket ersattes 1939 i Karelska republiken med ett karelskt skriftspråk som skrevs med kyrilliska alfabetet. Detta skriftspråk vann aldrig någon större acceptans bland språkets talare och används inte längre. Översättningar från ryskan till detta språk förstås någorlunda av en ryss, men knappast av en karelare som inte kan ryska.

## Dialekter
Karelska, som för de flesta talare av finska och karelska är ömsesidigt begripligt med viss ansträngning, och där finskans östliga dialekter och karelskan bildar ett dialektkontinuum, men skiljer sig vad gäller uttal, stavning och ordförråd, som jämfört med finskan av naturliga skäl är mycket starkt påverkat av ryska. Det finns ingen standardkarelska, men språket är uppdelat i flera dialekter med vissa skiljaktigheter i skriftspråk:
1. Egentlig karelska med en sydlig och en nordlig variant. Den nordliga varianten - viena - talas i de norra delarna av Karelen i de glest bebyggda distrikten runt Kalevala och Louhi och den sydliga i de mellersta delarna av Karelen, norr om sjöarna Ladoga och Onega.
2. En variant av egentlig karelska, tverkarelskan, talas i Tverkarelen.
3. Livvi (aunus, olonetsiska) Livvi talas i de södra delarna av Karelska republiken, i synnerhet i Olonets (finska: Aunus; karelska: Anus), och i de omkringliggande byarna, men också i Karelska republikens huvudstad Petrozavodsk (finska och karelska: Petroskoi).
4. Lydiska som talas söder om Onega.

## Språkhistoria
Det äldsta karelska språkminnesmärket är ett näverbrev, Näverdokument 292, från mitten av 1200-talet, som hittades i samband med en arkeologisk utgrävning i Novgorod 1957. Denna ristning är den äldsta östersjöfinska text som existerar och har tolkats som trollformel mot åska alternativt en bön till Gud om skydd mot blixtnedslag. Texten kan uttydas på flera sätt, men ett av dem lyder enligt följande:
"Jumolanuoli ï nimizi nouli se han oli omo bou jumola soud'ni iohovi"